# メイソン郡 (イリノイ州)
メイソン郡（英: Mason County）は、アメリカ合衆国イリノイ州の中央部に位置する郡である。2010年国勢調査での人口は14,666人であり、2000年の16,038人から8.6％減少した。郡庁所在地はハバナ（人口3,301人）であり、同郡で人口最大の都市でもある。郡名は権利章典採択を促進したバージニア州議会議員ジョージ・メイソンに因んで名付けられた。

## 歴史
メイソン郡は1841年にテイズウェル郡とメナード郡の一部を合わせて設立された。

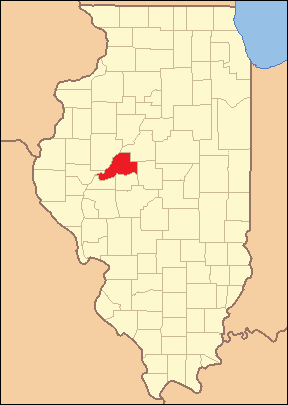
1841年創設時の郡領域、現在まで変わっていない

## 地理
アメリカ合衆国国勢調査局に拠れば、郡域全面積は563.46平方マイル (1,459.4 km2)であり、このうち陸地539.24平方マイル (1,396.6 km2)、水域は24.33平方マイル (62.8 km2)で水域率は4.30％である。
メイソン郡の南部境界をサンガモン川、西部境界をイリノイ川が流れている。この両川は郡の南西端で合流している。
郡内の土壌は大変砂が多い。約1万年前にウィスコンシン氷河が溶けるときに造られた。サンガモン川とイリノイ川合流点に近いデルタに氷が溶けた水が大量の砂を堆積させた。
砂質の土壌は水を保持できず、雨量の少ない時期には地下水面が低下するので、作物は干ばつの被害を受けやすい。しかし、この土壌では州内の他の場所ではできないような野菜の栽培に適している。灌漑によって生産性の高い農業地域に変えてきた。
イリノイ川の砂質の湿地はショートーカ国立野生生物保護区として、アメリカ合衆国魚類野生生物管理局が管理している。

### 主要高規格道路
- アメリカ国道136号線
- イリノイ州道10号線
- イリノイ州道29号線
- イリノイ州道78号線
- イリノイ州道97号線

### 隣接する郡
- フルトン郡 - 北
- テイズウェル郡 - 北東
- ローガン郡 - 南東
- メナード郡 - 南
- カス郡 - 南西
- スカイラー郡 - 西

### 国立保護地域
- ショートーカ国立野生生物保護区（部分）

## 気候と気象
近年、郡庁所在地であるハバナ市の平均気温は1月の14°F (-10 ℃) から7月の88°F (31 ℃) まで変化している。過去最低気温は1999年1月に記録された-30°F (-34 ℃) であり、過去最高気温は1983年7月に記録された106°F (41 ℃) である。月間降水量は1月の1.85インチ (47 mm) から5月の4.43インチ (113 mm) まで変化している。

## 人口動態
以下は2000年国勢調査による人口統計データである。
| 基礎データ - 人口: 16,038人 - 世帯数: 6,389 世帯 - 家族数: 4,561 家族 - 人口密度: 11人/km2（30人/mi2） - 住居数: 7,033軒 - 住居密度: 5軒/km2（13軒/mi2） 人種別人口構成 - 白人: 98.82% - アフリカン・アメリカン: 0.12% - ネイティブ・アメリカン: 0.26% - アジア人: 0.21% - その他の人種: 0.09% - 混血: 0.50% - ヒスパニック・ラテン系: 0.50% 先祖による構成 - ドイツ系：34.6％ - アメリカ人：17.9％ - イギリス系：13.1％ - アイルランド系：9.0％ | 年齢別人口構成 - 18歳未満: 24.4% - 18-24歳: 7.7% - 25-44歳: 26.3% - 45-64歳: 24.2% - 65歳以上: 17.3% - 年齢の中央値: 40歳 - 性比（女性100人あたり男性の人口） - 総人口: 96.1 - 18歳以上: 93.1 世帯と家族（対世帯数） - 18歳未満の子供がいる: 30.5% - 結婚・同居している夫婦: 58.4% - 未婚・離婚・死別女性が世帯主: 9.0% - 非家族世帯: 28.6% - 単身世帯: 24.9% - 65歳以上の老人1人暮らし: 13.0% - 平均構成人数 - 世帯: 2.48人 - 家族: 2.93人 収入と家計 - 収入の中央値 - 世帯: 35,985米ドル - 家族: 42,239米ドル - 性別 - 男性: 33,426米ドル - 女性: 21,093米ドル - 人口1人あたり収入: 17,357米ドル - 貧困線以下 - 対人口: 9.7% - 対家族数: 7.8% - 18歳未満: 13.6% - 65歳以上: 9.6% |

## 郡区
メイソン郡は下記13の郡区に分割されている。
| - アレンズグローブ - バース - クレーンクリーク - フォレストシティ - ハバナ | - キルボーン - リンチバーグ - マニトー - メイソンシティ - ペンシルベニア | - クィバー - ソルトクリーク - シャーマン |

## 都市と町
| - バース - ビッグス - ビショップ - イーストン - フォレストシティ | - ハバナ - 郡庁所在地 - キルボーン - マニトー - メイソンシティ - マタンザ | - ナトロナ - ポプラシティ - サンジョゼ - セイドラ - スニカート | - テヘラン - トピーカ - ユニオン |